# كأس العالم 1958
بطولة كأس العالم لكرة القدم لعام 1958 هي البطولة السادسة من عمر كأس العالم لكرة القدم وقد أقيمت في السويد، وتعتبر هذه هي المرة الوحيدة التي يقام فيها كأس العالم على أراضي أوروبية ويفوز بها منتخب من خارج القارة العجوز. أبدت كل من الأرجنتين وتشيلي والمكسيك والسويد استعدادهم لاستضافة منافسات كأس العالم، و تم الإعلان عن استضافة السويد لمنافسات البطولة في 23 يونيو من عام 1950، بمدينة ريو دي جانيرو البرازيلية في بداية بطولة كأس العالم لكرة القدم 1950.
حظيت البطولة للمرة الأولى في بطولات كأس العالم بتغطية تلفزيونية عالمية، على الرغم من ذلك لم تتمكن دول شرق أوروبا من متابعتها بسبب عدم جاهزيتها لاستقبال البث المباشر. الفريد في تلك النسخة أن منتخبات ويلز وأيرلندا الشمالية وإنجلترا واسكتلندا قد شاركت بالبطولة، وهي المرة الأولى والوحيدة التي تشهد مشاركة جميع ممثلي الكرة البريطانية. أيضاً، تأثر إنجلترا بفقدان بعض لاعبيه في كارثة ميونخ الجوية في فبراير من ذلك العام.
احتضن ملعب راسوندا الوقع في بلدية سولنا السويدية، والذي يسع الملعب لجلوس 35 ألف متفرج، نهائي كأس العالم لكرة القدم 1958 و الذي أقيم في 29 يونيو 1958، بين صاحب الضيافة منتخب السويد بقيادة نيلس ليدهولم وغونار غرين ومنتخب البرازيل بقيادة فافا مع غارينشيا وماريو زاغالو وبيليه. و استطاع منتخب البرازيل قلب تأخره بهدف نظيف إلى فوز عريض قوامه 5-2، في لقاء شهد بداية اللاعب العالمي الملقب بالجوهرة السوداء بيليه في عمر لا يتجاوز السابعة عشرة، لتحصل البرازيل على اللقب العالمي الأول لها في بطولات كأس العالم.

## نظام البطولة
كان نظام التساوي بالنقاط كان مختلف، فتساوي الثالث والثاني بالنقاط يستدعي مباراة فاصلة، وهذا ماحدث بين (منتخب أيرلندا الشمالية ضد منتخب تشيكوسلوفاكيا) وبين (منتخب المجر ومنتخب ويلز) وبين (منتخب الاتحاد السوفيتي ومنتخب إنجلترا)، واستطاع كل من منتخب أيرلندا الشمالية ومنتخب الاتحاد السوفيتي ومنتخب ويلز من التأهل للدور الثاني بعد فوزهم بالمباريات الفاصلة من أجل تحديد الفائر بالمركز الثاني. أما التساوي بالنقاط بين الأول والثاني فيستدعي احتساب الفارق بعدد الاهداف، وهذا ماحدث بين (فرنسا ويوغوسلافيا) حيث رجح فارق الاهداف (+4) لصالح المنتخب الفرنسي رغم تساويهما بعدد 4 النقاط.

## النتائج

### الجولة الأولى

#### المجموعة 1
| فريق             | لعب | فوز | تعادل | هزيمة | له | عليه | معدل الأهداف | نقاط |
| ---------------- | --- | --- | ----- | ----- | -- | ---- | ------------ | ---- |
| ألمانيا الغربية  | 3   | 1   | 2     | 0     | 7  | 5    | 1.40         | 4    |
| أيرلندا الشمالية | 3   | 1   | 1     | 1     | 4  | 5    | 0.80         | 3    |
| تشيكوسلوفاكيا    | 3   | 1   | 1     | 1     | 8  | 4    | 2.00         | 3    |
| الأرجنتين        | 3   | 1   | 0     | 2     | 5  | 10   | 0.50         | 2    |

| ألمانيا الغربية                      | 3–1     | الأرجنتين  |
| ------------------------------------ | ------- | ---------- |
| هيلموت راهن 32'، 79' · أوفي زيلر 42' | (تقرير) | أوريسته 3' |

| أيرلندا الشمالية | 1–0     | تشيكوسلوفاكيا |
| ---------------- | ------- | ------------- |
| كوش 21'          | (تقرير) |               |

| الأرجنتين                                                        | 3–1     | أيرلندا الشمالية  |
| ---------------------------------------------------------------- | ------- | ----------------- |
| اوريستيس 37' (ركلة.) · نوربيرتو مينينديز 56' · لوديفتشو افيو 60' | (تقرير) | بيتر مكبارلاند 4' |

| ألمانيا الغربية                  | 2–2     | تشيكوسلوفاكيا                               |
| -------------------------------- | ------- | ------------------------------------------- |
| هانز شايفر 60' · هيلموت راهن 71' | (تقرير) | ميلان دفوراك 24' (ركلة.) · زيدينك زيكان 42' |

| ألمانيا الغربية                 | 2–2     | أيرلندا الشمالية        |
| ------------------------------- | ------- | ----------------------- |
| هيلموت راهن 20' · أوفي زيلر 78' | (تقرير) | بيتر مكبارلاند 18'، 60' |

| تشيكوسلوفاكيا                                                                        | 6–1     | الأرجنتين            |
| ------------------------------------------------------------------------------------ | ------- | -------------------- |
| ميلان دفوراك 8' · زيدينك زيكان 17'، 39' · جيري فيوريسل 68' · فاسلاف هوفوركا 81'، 89' | (تقرير) | اوريستيس 64' (ركلة.) |

##### إعادة
| أيرلندا الشمالية        | 2–1 (ب.و.إ.) | تشيكوسلوفاكيا    |
| ----------------------- | ------------ | ---------------- |
| بيتر مكبارلاند 44'، 97' | (تقرير)      | زيدينك زيكان 18' |

#### المجموعة 2
| فريق       | لعب | فوز | تعادل | هزيمة | له | عليه | معدل الأهداف | نقاط |
| ---------- | --- | --- | ----- | ----- | -- | ---- | ------------ | ---- |
| فرنسا      | 3   | 2   | 0     | 1     | 11 | 7    | 1.57         | 4    |
| يوغوسلافيا | 3   | 1   | 2     | 0     | 7  | 6    | 1.17         | 4    |
| باراغواي   | 3   | 1   | 1     | 1     | 9  | 12   | 0.75         | 3    |
| إسكتلندا   | 3   | 0   | 1     | 2     | 4  | 6    | 0.67         | 1    |

| فرنسا                                                                                                  | 7–3     | باراغواي                                             |
| --- | ------- | ---------------------------------------------------- |
| جاست فونتين 24' 30' 67' · روجير بيانتوني 52' · ماريان ويسنيسكي 61' · ريموند كوبا 70' · جين فينسينت 83' | (تقرير) | فلورينسيو اماريلا 20' 44' (ركلة.) · جورجي روميرو 50' |

| يوغوسلافيا            | 1–1     | إسكتلندا       |
| --------------------- | ------- | -------------- |
| ألكساندر بيتاكوفتش 6' | (تقرير) | جيمس موراي 49' |

| يوغوسلافيا                                          | 3–2     | فرنسا              |
| --------------------------------------------------- | ------- | ------------------ |
| ألكساندر بيتاكوفتش 16' · تودور فيسيلينوفيتش 63' 88' | (تقرير) | جاست فونتين 4' 85' |

| باراغواي                                                     | 3–2     | إسكتلندا                       |
| ------------------------------------------------------------ | ------- | ------------------------------ |
| خوان اغويرو 4' · كايتانو ري 45' · خوسي ديل روساري بارودي 73' | (تقرير) | جاكي مودي 24' · بوبي كولنز 74' |

| فرنسا                                | 2–1                   | إسكتلندا      |
| ------------------------------------ | --------------------- | ------------- |
| روجير بيانتوني 22' · جاست فونتين 44' | "/report.html (تقرير) | سامي بيرد 58' |

| باراغواي                                                        | 3–3     | يوغوسلافيا                                                             |
| --------------------------------------------------------------- | ------- | ---------------------------------------------------------------------- |
| خوسي ديل روساري بارودي 20' · خوان اغويرو 52' · جورجي روميرو 80' | (تقرير) | راديفويي أوغنيانوفتش 18' · تودور فيسيلينوفيتش 21' · زدرافكو رايكوف 73' |

وضعت فرنسا في المركز الأول نتيجة لمعدل الأهداف

#### المجموعة 3
| فريق    | لعب | فوز | تعادل | هزيمة | له | عليه | معدل الأهداف | نقاط |
| ------- | --- | --- | ----- | ----- | -- | ---- | ------------ | ---- |
| السويد  | 3   | 2   | 1     | 0     | 5  | 1    | 5.00         | 5    |
| ويلز    | 3   | 0   | 3     | 0     | 2  | 2    | 1.00         | 3    |
| المجر   | 3   | 1   | 1     | 1     | 6  | 3    | 2.00         | 3    |
| المكسيك | 3   | 0   | 1     | 2     | 1  | 8    | 0.13         | 1    |

| السويد                                           | 3–0     | المكسيك |
| ------------------------------------------------ | ------- | ------- |
| اجني سيمونسون 17' 64' · نيلس ليدهولم 57' (ركلة.) | (تقرير) |         |

| المجر          | 1–1     | ويلز           |
| -------------- | ------- | -------------- |
| يوزيف بوجيك 5' | (تقرير) | جون تشارلز 27' |

| المكسيك           | 1–1     | ويلز               |
| ----------------- | ------- | ------------------ |
| خايمي بيلمونت 89' | (تقرير) | ايفور التشورتش 32' |

| السويد              | 2–1     | المجر           |
| ------------------- | ------- | --------------- |
| كورت هامرين 34' 55' | (تقرير) | لايوس تيتشي 77' |

| السويد | 0–0     | ويلز |
| ------ | ------- | ---- |
|        | (تقرير) |      |

| المجر                                                       | 4–0     | المكسيك |
| ----------------------------------------------------------- | ------- | ------- |
| لايوس تيتشي 19' 46' · كارولي شاندور 54' · يوزيف بنتشيتش 69' | (تقرير) |         |

##### إعادة
| ويلز                                | 2–1     | المجر           |
| ----------------------------------- | ------- | --------------- |
| إيفور آلتشرتش 55' · تيري ميدوين 76' | (تقرير) | لايوس تيتشي 33' |

#### المجموعة 4
| فريق             | لعب | فوز | تعادل | هزيمة | له | عليه | معدل الأهداف | نقاط |
| ---------------- | --- | --- | ----- | ----- | -- | ---- | ------------ | ---- |
| البرازيل         | 3   | 2   | 1     | 0     | 5  | 0    | ∞            | 5    |
| الاتحاد السوفيتي | 3   | 1   | 1     | 1     | 4  | 4    | 1.00         | 3    |
| إنجلترا          | 3   | 0   | 3     | 0     | 4  | 4    | 1.00         | 3    |
| النمسا           | 3   | 0   | 1     | 2     | 2  | 7    | 0.28         | 1    |

| البرازيل                                    | 3–0     | النمسا |
| ------------------------------------------- | ------- | ------ |
| جوزيه ألتافيني 37'، 85' · نيلتون سانتوس 50' | (تقرير) |        |

| الاتحاد السوفيتي                           | 2–2     | إنجلترا                                |
| ------------------------------------------ | ------- | -------------------------------------- |
| نيكيتا سيمونيان 13' · ألكساندر إيفانوف 56' | (تقرير) | ديريك كيفان 66' · توم فيني 85' (ركلة.) |

| البرازيل | 0–0     | إنجلترا |
| -------- | ------- | ------- |
|          | (تقرير) |         |

| الاتحاد السوفيتي                         | 2–0     | النمسا |
| ---------------------------------------- | ------- | ------ |
| أناتولي إيليين 15' · فالنتين إيفانوف 62' | (تقرير) |        |

| إنجلترا                            | 2–2     | النمسا                             |
| ---------------------------------- | ------- | ---------------------------------- |
| يوهان هاينزي 56' · ديريك كيفان 74' | (تقرير) | كارل كولر 15' · الفريد كويرنير 71' |

| البرازيل     | 2–0     | الاتحاد السوفيتي |
| ------------ | ------- | ---------------- |
| فافا 3'، 77' | (تقرير) |                  |

##### إعادة
| الاتحاد السوفيتي | 1–0     | إنجلترا |
| ---------------- | ------- | ------- |
| أنتولي للين 69'  | (تقرير) |         |

### خروج المغلوب
|  | ربع النهائي          | ربع النهائي     |                    |       | نصف النهائي     | نصف النهائي   |  |  | النهائي            | النهائي |
|  |                      |                 |                    |       |                 |               |  |  |                    |         |
|  | 19 يونيو – مالمو     |                 |                    |       |                 |               |  |  |                    |         |
|  |                      |                 |                    |       |                 |               |  |  |                    |         |
|  | ألمانيا الغربية      | 1               |                    |       |                 |               |  |  |                    |         |
|  | ألمانيا الغربية      | 1               | 24 يونيو - غوتنبرغ |       |                 |               |  |  |                    |         |
|  | يوغوسلافيا           | 0               |                    |       |                 |               |  |  |                    |         |
|  | يوغوسلافيا           | 0               | ألمانيا الغربية    | 1     |                 |               |  |  |                    |         |
|  | 19 يونيو - سولنا     |                 | ألمانيا الغربية    | 1     |                 |               |  |  |                    |         |
|  |                      | السويد          | 3                  |       |                 |               |  |  |                    |         |
|  | السويد               | السويد          | 3                  | 2     |                 |               |  |  |                    |         |
|  | السويد               |                 | 29 يونيو– سولنا    | 2     |                 |               |  |  |                    |         |
|  | الاتحاد السوفيتي     | 0               |                    |       |                 |               |  |  |                    |         |
|  | الاتحاد السوفيتي     | 0               | السويد             | 2     |                 |               |  |  |                    |         |
|  | 19 يونيو - نورشوبينغ |                 | السويد             | 2     |                 |               |  |  |                    |         |
|  |                      | البرازيل        | 5                  |       |                 |               |  |  |                    |         |
|  | فرنسا                | البرازيل        | 5                  | 4     |                 |               |  |  |                    |         |
|  | فرنسا                | 24 يونيو– سولنا |                    | 4     |                 |               |  |  |                    |         |
|  | أيرلندا الشمالية     | 0               |                    |       |                 |               |  |  |                    |         |
|  | أيرلندا الشمالية     | 0               | فرنسا              | 2     | المركز الثالث   | المركز الثالث |  |  |                    |         |
|  | 19 يونيو - غوتنبرغ   |                 | فرنسا              | 2     | المركز الثالث   | المركز الثالث |  |  |                    |         |
|  |                      | البرازيل        | 5                  |       |                 |               |  |  |                    |         |
|  | البرازيل             | البرازيل        | 5                  | 1     | ألمانيا الغربية | 3             |  |  |                    |         |
|  | البرازيل             |                 |                    | 1     | ألمانيا الغربية | 3             |  |  |                    |         |
|  | ويلز                 | 0               |                    | فرنسا | 6               |               |  |  |                    |         |
|  | ويلز                 | 0               |                    |       | 6               |               |  |  |                    |         |
|  |                      |                 |                    |       |                 |               |  |  | 28 يونيو - غوتنبرغ |         |
|  |                      |                 |                    |       |                 |               |  |  |                    |         |

#### ربع النهائي
| فرنسا                                                           | 4–0     | أيرلندا الشمالية |
| --------------------------------------------------------------- | ------- | ---------------- |
| ماريان ويسنيسكي 22' · جاست فونتين 55'، 63' · روجير بيانتوني 68' | (تقرير) |                  |

| السويد                              | 2–0     | الاتحاد السوفيتي |
| ----------------------------------- | ------- | ---------------- |
| كورت هامرين 49' · اجني سيمونسون 88' | (تقرير) |                  |

| البرازيل  | 1–0     | ويلز |
| --------- | ------- | ---- |
| بيليه 66' | (تقرير) |      |

| ألمانيا الغربية | 1–0     | يوغوسلافيا |
| --------------- | ------- | ---------- |
| هيلموت راهن 12' | (تقرير) |            |

#### قبل النهائي
| فرنسا                               | 2–5     | البرازيل                                 |
| ----------------------------------- | ------- | ---------------------------------------- |
| جاست فونتين 9' · روجير بيانتوني 83' | (تقرير) | فافا 2' · ديدي 39' · بيليه 52'، 64'، 75' |

| ألمانيا الغربية | 1–3     | السويد                                                 |
| --------------- | ------- | ------------------------------------------------------ |
| هانز شايفرr 24' | (تقرير) | لينارت سكوغلاند 32' · غونار غرين 81' · كورت هامرين 88' |

#### مباراة المركز الثالث
| ألمانيا الغربية                                         | 3–6     | فرنسا                                                                   |
| ------------------------------------------------------- | ------- | ----------------------------------------------------------------------- |
| هانز سيسكلارسزكي 18' · هيلموت راهن 52' · هانز شايفر 84' | (تقرير) | جاست فونتين 16'، 36'، 78' 89' · ريموند كوبا 27' (ركلة.) · يفون دويس 50' |

#### النهائي
| السويد                              | 2–5     | البرازيل                                         |
| ----------------------------------- | ------- | ------------------------------------------------ |
| نيلس ليدهولم 4' · اجني سيمونسون 80' | (تقرير) | فافا 9'، 32' · بيليه 55'، 90' · ماريو زاغالو 68' |

## ترتيب المنتخبات حسب النقاط والأهداف
| الترتيب | المنتخب           | فاز | تعادل | خسر | نقط | له  | عليه | فرق |
| ------- | ----------------- | --- | ----- | --- | --- | --- | ---- | --- |
| 1       | البرازيل          | 5   | 1     | 0   | 11  | 16  | 4    | 12  |
| 2       | السويد            | 4   | 1     | 1   | 9   | 12  | 7    | 5   |
| 3       | فرنسا             | 4   | 0     | 2   | 8   | 23  | 15   | 8   |
| 4       | ألمانيا الغربية   | 2   | 2     | 2   | 6   | 12  | 14   | 2-  |
| 5       | ويلز              | 1   | 3     | 1   | 5   | 4   | 4    | 0   |
| 6       | الاتحاد السوفييتي | 2   | 1     | 2   | 5   | 5   | 6    | 1-  |
| 7       | أيرلندا الشمالية  | 2   | 1     | 2   | 5   | 6   | 10   | 4-  |
| 8       | يوغوسلافيا        | 1   | 2     | 1   | 4   | 7   | 7    | 0   |
| 9       | تشيكوسلوفاكيا     | 1   | 1     | 2   | 3   | 9   | 6    | 3   |
| 10      | المجر             | 1   | 1     | 2   | 3   | 7   | 5    | 2   |
| 11      | إنجلترا           | 0   | 3     | 1   | 3   | 4   | 5    | 1-  |
| 12      | الباراغواي        | 1   | 1     | 1   | 3   | 9   | 12   | 3-  |
| 13      | الأرجنتين         | 1   | 0     | 2   | 2   | 5   | 10   | 5-  |
| 14      | اسكتلندا          | 0   | 1     | 2   | 1   | 4   | 6    | 2-  |
| 15      | النمسا            | 0   | 1     | 2   | 1   | 2   | 7    | 5-  |
| 16      | المكسيك           | 0   | 1     | 2   | 1   | 1   | 8    | 7-  |
| ***     | المجموع           | 25  | 10    | 25  | *** | 126 | 126  | 0   |

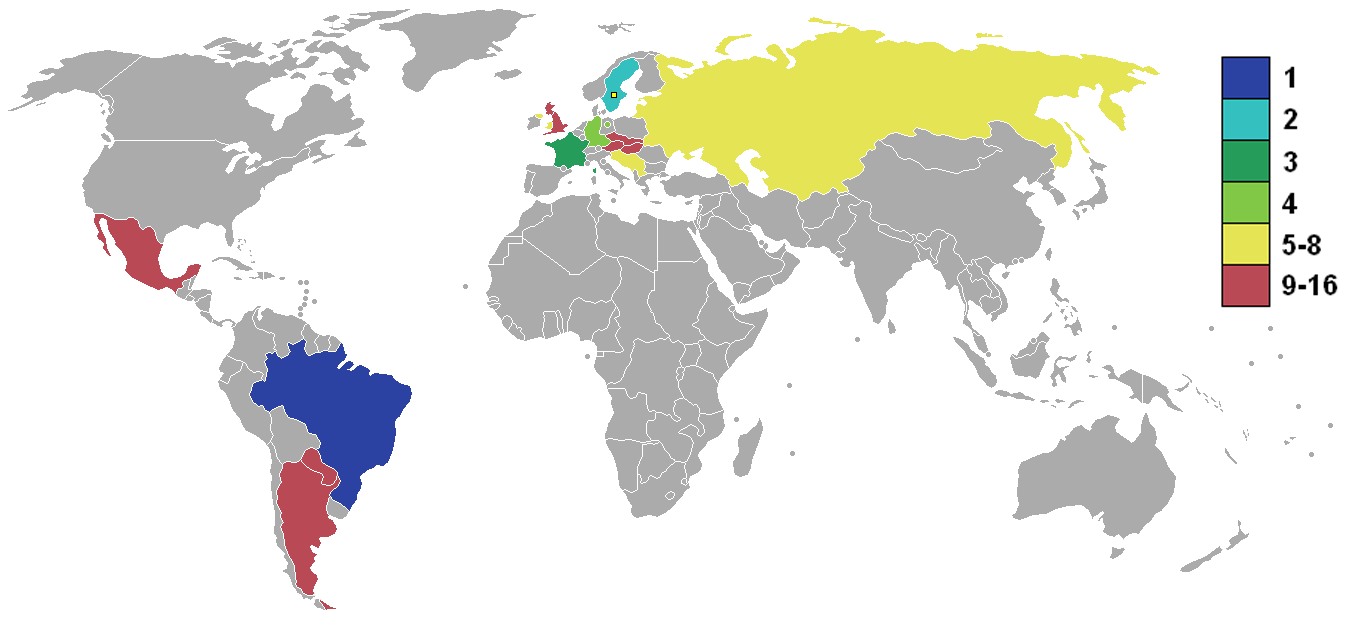
الفرق المتأهلة.

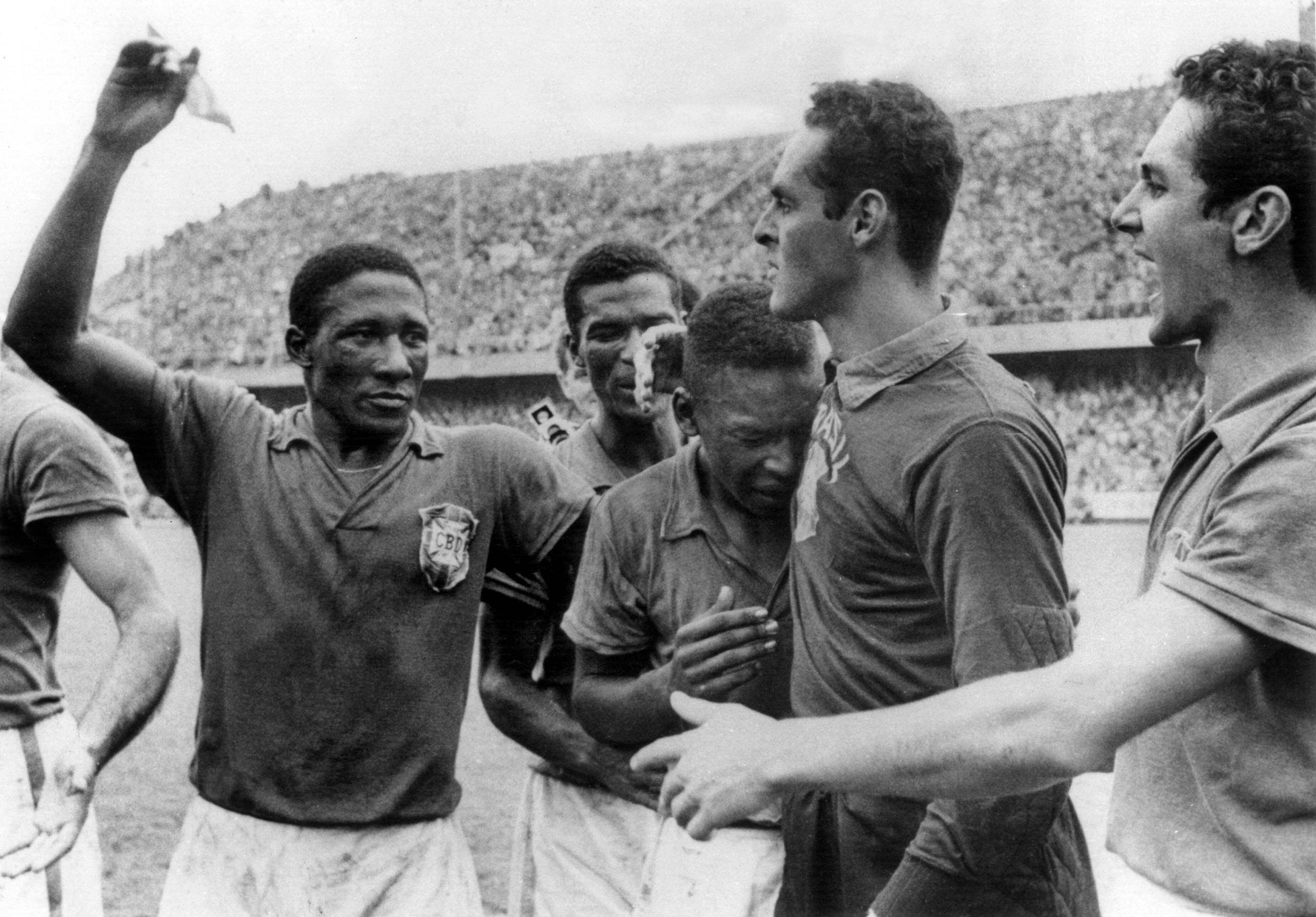
جيلمار، وبيليه، وجيلما سانتوس في المبارة النهائية.

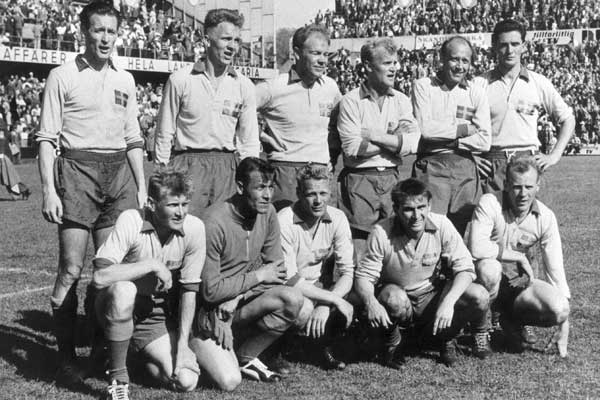
الفريق السويدي عند بداية المبارة النهائية.

ملحوظة:الخطوط الزرقاء تفصل ما بين الأدوار التي تقصى فيها الفرق.